# Clare Grundman
Clare Ewing Grundman (* 1. Mai 1913 in Cleveland, Ohio; † 15. Juni 1996 in South Salem, NY) war ein US-amerikanischer Komponist und Arrangeur.

## Leben
Grundman schloss 1934 an der Ohio State Universität ein Bachelor-Studium der Musik ab. Danach war er für drei Jahre Musiklehrer in Ohio und Kentucky. 1936 kehrte er an die Ohio State Universität zurück, um dort einen Master-Abschluss zu erreichen. Während dieser Zeit gab er Unterricht in Orchestrierung, Blasorchester und Holzblasinstrumenten. Im Zweiten Weltkrieg diente Grundman als Chef der Musikkorps in der Küstenwache. Grundman gab an, dass sein Werk am meisten von Manley R. Whitecomb und Paul Hindemith beeinflusst wurde. Seine Musik entwickelt sich oft um Volkslieder aus den USA, aber auch aus England, Finnland, Irland, Norwegen, Schottland und Japan.

## Werk
Grundman komponierte zahlreiche Werke für Blasorchester. Daneben schuf er Werke für Radio, Fernsehen, Ballette, Musicals und Filme. Fast ebenso wichtig für sein Werk sind seine Arrangements. Er adaptierte zahlreiche klassische Werke für Blasorchester.

### Kammermusik
- Bagatelle (für vier Klarinetten)
- Caprice for Clarinets (für vier Klarinetten)
- Conversation for Cornet (für Trompete und Klavier)
- Tuba Rhapsody (für Tuba und Klavier)
- Flutation (für Flötentrio oder Flötenchor)
- Waltz and Interlude (für Klarinette und Flöte)

### Orchesterwerke
- American Folk Rhapsody No. 1 (für Blasorchester)
- American Folk Rhapsody No. 2 (für Blasorchester)
- Fantasy on American Sailing Songs (für Blasorchester)
- Kentucky 1800
- A Welsh Rhapsody (für Blasorchester)
- The Blue And The Gray
- Concertante für Altsaxophon und Blasorchester

### Arrangements
- Overture to Candide (komponiert von Leonard Bernstein, arrangiert für Blasorchester)
- Candide Suite

| Personendaten    | Personendaten                              |
| ---------------- | ------------------------------------------ |
| NAME             | Grundman, Clare                            |
| ALTERNATIVNAMEN  | Grundman, Clare Ewing (vollständiger Name) |
| KURZBESCHREIBUNG | US-amerikanischer Komponist und Arrangeur  |
| GEBURTSDATUM     | 1. Mai 1913                                |
| GEBURTSORT       | Cleveland, Ohio                            |
| STERBEDATUM      | 15. Juni 1996                              |
| STERBEORT        | South Salem, NY                            |